# D 210 (Türkei)
|Die Straße D 210 (Devlet yolu 210) ist eine 63 km lange Straße in der Türkei, die die Stadt Çanakkale (Stadt) mit Çan verbindet.

## Verlauf
Die Straße nimmt in der mit der europäischen Türkei seit 2022 über die Çanakkale-1915-Brückeverbundenen Stadt Çanakkale an der D 200 (Europastraße 87) ihren Ausgang und führt in ostsüdöstlicher Richtung nach Çan, wo sie an der D 555 endet. Sie führt am Çanakkale-Bach entlang und am Atikhisar-Stausee vorbei.